# 포즈 (드라마)
《포즈》(영어: Pose)는 2018년부터 2021년까지 방영된 미국의 텔레비전 드라마이다.